# 思源黑體
思源黑體（英語：Source Han Sans，Google公司以的名称发布）是Adobe與Google所合作開發的開源字型家族，屬於無襯線黑體。思源黑體於2014年7月16日首次發布，覆蓋繁體中文、簡體中文、日文、韓文、拉丁文、希臘文和西里爾字母等文字，並提供中國大陸、台灣、香港、日本及韓國五地的漢字標準版本。字型亦提供7種字體粗細及可變字重版本，並持續更新。思源黑體的每種粗細各有65,535個字圖，為OpenType技術的上限，也創下了開源字體史上的最高記錄。

## 歷史
據思源黑體設計師西塚涼子所述，思源黑體的計劃大約於2011年左右開始，其中花了大概兩年時間進行漢字的修正，最終於2014年5月前完成。
2018年11月19日，2.000版本發佈。此版本加入香港漢字教育參考寫法，將臺灣和香港的繁體中文字體分開，並在辵部「辶」的寫法稍做微調。此外也加入了約1,750個新字形（部分為用戶請求），包括將在中日韓統一表意文字擴展區G加入Unicode的𰻞字。
2019年4月的2.001版本，修正了一些問題，並增加了年號令和合字。
2020年11月的2.002版本，修正了一些問題，也将包括𰻞的中日韓統一表意文字擴充區 G 四个字移至新的码位并移除对应的 ccmp 功能。
2021年4月的2.003版本，支持了单个字重维度的可变字体格式。

## 開發

「返」字在思源黑體各地區版本中的不同寫法

思源黑體的字體設計以Adobe的西塚涼子為中心，西文及數字採自Source Sans Pro字型，漢字部分则以小塚黑體为基础，分別由不同設計公司製作各語種的详细设计——日文為Iwata、台灣及簡體中文為常州华文、香港中文為文鼎科技、韓文為Sandoll，其字形皆依循各地國家標準或慣用寫法。
思源黑體共包含7種字重：ExtraLight 250、Light 300、Normal 350（Noto Sans CJK 中稱為Demilight）、Regular 400、Medium 500、Bold 700、Heavy 900，而可變字重版本則可在7個字重之間任意選擇。
Adobe的小林劍則負責整合字型並建立字體檔案，而Google則提供資金、測試資源和提出建議。
小林劍曾在2019年表示因應澳門政府製作澳門增補字符集，及澳門的某些漢字寫法與香港及台灣都不相同，因此正在為加入澳門字形版本思源黑體做準備，成為第三個繁體中文版本，但他同時澄清並不是近期的計劃。

## 命名
「思源黑體」中「思源」一詞來自於成語「飲水思源」。
字型的名称，除了中文名「思源黑體」外，英文名為，日文名是，韩文为。Adobe的開源字體家族名為「Source」，因此思源黑體亦為 Source 字體家族的一員。
Google將此字型以Noto Sans CJK的名稱發布，屬於Noto字體家族，但字形本身（包括西文、數字）和Adobe的版本完全一样，仅是字型和字重的称呼不同。Google字體亦使用 Noto Sans CJK 的名稱收錄本字體。

## 發布
Adobe提供多種版本供下载：多语言OTF版、各个地区OTF子集版、多语言OTC版，及對應的可變字重版本。而Adobe的TypeKit服务也可以使用此字型，但出于同步功能，TypeKit版不能和下载版共存。2015年Adobe在思源黑体的基础上发布Source Han Code JP（源ノ角ゴシック Code JP）字体，其中西文、数字字符宽度均为2/3em（667单位），并且只有日文版。

## 使用
由於思源黑體的文字覆蓋率高、提供多種字重並允許免費商用，因此有不少使用該字體的公司和軟件。
Android
Android的預設字體為Roboto和Noto，其中中日韓文字體則是Noto Sans CJK，即思源黑體。
LibreOffice
LibreOffice自2018年推出的6.0版本起便提供Noto字體。
Ubuntu
Ubuntu自16.04版起使用Noto CJK作為預設中文字體。
Microsoft Windows
通过与Google的協作，微软自2025年3月预览版更新起在Windows 10和Windows 11中引入Noto Sans CJK和Noto Serif CJK系列字体（以语言补充字体可选功能的形式推送）作为中文、日文和韩文的后备字体，用于在网站或Web应用程序未指定合适的字体时改善文本呈现。
宜家家居
由2019年起，考慮到擴張到全球各地的新市場時仍能統一字體樣式的需求，宜家家居的企業字體由 Verdana 改為覆蓋全球多種語言的Noto，而其中文字體亦改為使用與思源黑體同樣的Noto Sans CJK。

## 衍生討論

### 繁体中文的字形标准问题
思源黑體在2.000版前僅支援臺灣繁體中文、簡體中文、日文及韓文的漢字寫法，而其中的臺灣繁體中文初始版本，命名為「Source Han Sans TWHK」即「臺灣香港」，Google版則叫「Noto Sans Traditional Chinese」即「傳統中文」，可是這版本的漢字寫法只據臺灣的國字標準字體為準，而不是香港教育參考字形或傳統印刷體字形。後兩者的使用者向計劃方留言表達要求，爭取支援，並認為原來的名字名不副實，引起各界討論，甚至造成國字標準字體擁護者針對爭取者的激動言論。
2015年5月宣佈會進行地區分流。
2018年11月的2.000新版本增加香港繁體，依從香港慣用的寫法，但仍未能滿足傳承字形用戶的需要。

### 中国大陆字形缺失
思源黑体2.000版删除了“藏”（藏）等部分中国大陆标准字形。

### 文字模糊或不清晰
据微软报告，在基于Chromium的浏览器中以96DPI（100%缩放）显示时，中日韩文本存在模糊或不清晰的问题。此问题的原因是DPI为96时像素密度有限，可能会影响汉字的清晰度和对齐情况。

## 衍生字體
因思源黑體為開源項目，其允許修改及發佈的特性也吸引了基於思源黑體的字型誕生，提供不同於官方的字體風格、字形標準、增加字形等，補全官方版本的不足。
圓體
源柔黑體及源泉圓體等字體將思源黑體字形的筆劃轉折處及頭尾處由直角改為圓角，平滑筆劃，並移除「出腳」（如「國」字底部豎筆突出橫筆的部分），成為類似圓體風格的字體。
未来荧黑
由浙江大學国际设计研究院的Next Lab创新创业实验室開發，將字重擴展為9個，並為每個字重提供5種字寬。同時透過對字形進行調整，提供更簡明現代的風格。
傳承字形
由於思源黑體並沒有提供不屬於任何地區標準的印刷體字形，為滿足傳承字形用戶的需求，有不少思源黑體的衍生字體計劃都以提供傳承字形為目的，通常是由字型風格類似傳承字形的韓文版思源黑體更改而成。例如源樣黑體則是將韓國的標點符號改為符合台灣的使用習慣，而台北黑體則混合傳承字形及國字標準字體的寫法。
香港慣用寫法
昭源黑體 （页面存档备份，存于）以主要為跟隨香港政府標準的香港版思源黑體作為基準進行修改，在保留部分日韓印刷筆形的前提下提供更貼近香港坊間的寫法，並加入香港增補字符集中思源黑體尚未支援的字型。

## 備註
1. ↑  電腦無法顯示的字型，會出現空白的方格，這些方格又稱為「豆腐」。而Noto字型的目的就是要消滅這些豆腐（意即盡可能地補上缺少的字元），所以「Noto」一詞其實源自於「No more tofu」（不再有豆腐）。[2]「Noto」在拉丁文中亦有「書寫」、「做記號」、「記下」等意。[20]

## 外部連結
- 思源黑體GitHub頁面 （页面存档备份，存于）、Source Han Code JP GitHub 頁面 （页面存档备份，存于）
- Google Noto Fonts（舊連結之頁面存檔備份，存于）
- SourceForge上的Source Han Sans （页面存档备份，存于）（2015年1月1日停止维护的1.000版本）

Adobe Fonts上的思源黑體：
- 繁體中文 （页面存档备份，存于）
- 簡體中文 （页面存档备份，存于）
- 香港繁體中文 （页面存档备份，存于）
- 日本語 （页面存档备份，存于）
- 韓語 （页面存档备份，存于）

部分衍生字體：
- 源泉圓體GitHub頁面 （页面存档备份，存于）
- 源樣黑體GitHub頁面 （页面存档备份，存于）
- 昭源黑體官方網頁 （页面存档备份，存于）
- 未来荧黑GitHub頁面 （页面存档备份，存于）